# Ornamento do capô

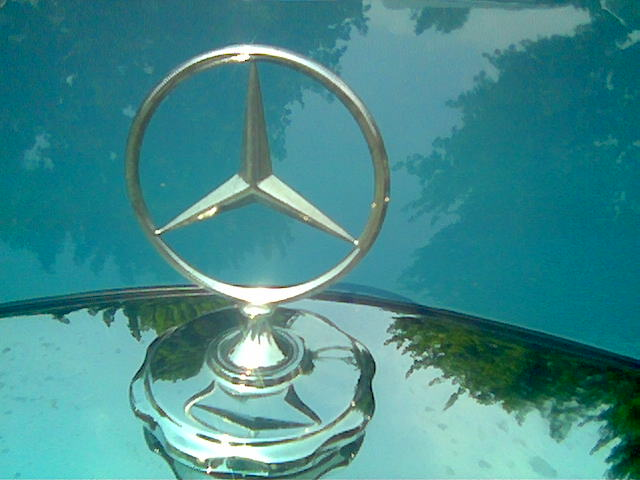
Um dos ornamentos mais conhecidos, o da Mercedes-Benz.

Um ornamento do capô é um modelo especialmente trabalhado que simboliza uma determinada companhia de veículos, localizada na parte da frente central do capô.

## Materiais utilizados
Os ornamentos são normalmente produzidos em latão, zinco ou bronze, e são finalizados em cromagem.